# Shanghai Masters 2010
Roewe Shanghai Masters 2010 – pierwszy w Main Tourze turniej rankingowy sezonu snookerowego 2010/2011. Rozgrywany był w dniach 6–12 września 2010 roku w hali widowiskowej Grand Stage w Szanghaju.
Obrońcą tytułu mistrzowskiego miał być Anglik Ronnie O’Sullivan, jednak z przyczyn osobistych nie wystąpił on w turnieju.
W finale rozegranym 12 września Anglik Allister Carter pokonał Szkota Jamiego Burnetta 10-7. Dla Cartera był to drugi tytuł rankingowy w karierze (poprzednio wygrał w Welsh Open 2009).
Relację z turnieju przeprowadzała stacja Eurosport.

## Zawodnicy

### Zawodnicy rozstawieni
W turnieju na 1. pozycji rozstawiony został obrońca tytułu. Jako drugi rozstawiony został aktualny mistrz świata. Następni gracze byli rozstawiani według kolejności zajmowanej na światowej liście rankingowej (w nawiasie podano rundę w której zawodnik zakończył swój udział w turnieju):
| 1. Ronnie O’Sullivan – obrońca tytułu (walkower w 1R) 2. Neil Robertson (1R) 3. Allister Carter (W) 4. Ding Junhui (2R) 5. Stephen Maguire (2R) 6. Shaun Murphy (2R) 7. Mark Williams MBE (2R) 8. Mark Selby (SF) | 1. Mark Allen (1R) 2. Stephen Hendry MBE (1R) 3. Ryan Day (1R) 4. Graeme Dott (QF) 5. Marco Fu (1R) 6. Mark King (QF) 7. Liang Wenbo (1R) 8. Jamie Cope (SF) |

Lider światowego rankingu snookerowego John Higgins nie wystąpił w turnieju, ponieważ był zawieszony w prawach zawodnika.

### Zawodnicy nierozstawieni
Poniżsi zawodnicy uzyskali awans do turnieju Shanghai Masters poprzez udział w kwalifikacjach (w nawiasie numer zajmowany na liście rankingowej):
| - Peter Ebdon (18) - Ricky Walden (20) - Steve Davis (22) - Stephen Lee (23) - Matthew Stevens (25) - Mark Davis (26) - Judd Trump (27) - Stuart Bingham (29) | - Ken Doherty (30) - Dave Harold (31) - Andrew Higginson (32) - Jamie Burnett (37) - Martin Gould (43) - Joe Delaney (61) - Mei Xiwen (nkl) - Jin Long (nkl) |

## Wydarzenia związane z turniejem
- 3 września media podały informację o wycofaniu się z turnieju obrońcy tytułu – Ronnie O’Sullivana, który swoją decyzję tłumaczył powodami osobistymi[2].
- Jamie Burnett po raz pierwszy, w trwającej osiemnaście lat karierze, awansował do finału turnieju rankingowego (wcześniej tylko dwa razy grał w ćwierćfinałach; German Open 1997 oraz Grand Prix 1998)[3].
- Mark Davis po raz trzeci w karierze awansował do ćwierćfinału turnieju rankingowego (wcześniej German Open 1996 oraz Scottish Open 2001). Mimo prowadzenia 3-0 i 4-1 ostatecznie przegrał z późniejszym finalistą Jamiem Burnettem 4-5[6].

## Przebieg turnieju

### 6 września
Pierwszego dnia turnieju rozegrano osiem spotkań rundy dzikich kart. W tych meczach zagrało 8 z 16 kwalifikantów najniżej sklasyfikowanych w światowym rankingu oraz 8 zawodników, którzy otrzymali od organizatorów turnieju tzw. „dzikie karty”.
W sesji popołudniowej rozegrano cztery spotkania, z których zwycięsko wyszli kwalifikanci: Jamie Burnett, Andrew Higginson i Ken Doherty oraz „dzikokartowiec” Jin Long. W sesji wieczornej proporcje zwycięstw były identyczne. Do pierwszej rundy przeszli także: Dave Harold, Martin Gould, Joe Delaney oraz beneficjent dzikiej karty – Mei Xiwen.
Najwyższy break rundy dzikich kart to 131 punktów Jamiego Burnetta.

### 7 września
Drugi dzień turnieju to mecze pierwszej rundy fazy zasadniczej Shanghai Masters 2010.
W pierwszym spotkaniu sesji popołudniowej naprzeciwko siebie stanęli Stephen Maguire i Judd Trump. Na przerwę zawodnicy schodzili przy stanie meczu 3-1 dla Szkota. W drugiej części spotkania Judd Trump nie był już w stanie odrobić strat, a całe spotkanie zakończyło się wygraną Maguire’a 5-3. Najwyższy break tego spotkania to 135 punktów Judda Trumpa w drugim framie meczu.
Drugi mecz to spotkanie Marka Allena i Stuarta Binghama. Pierwsza część spotkania była wyrównana i zakończyła się remisem 2-2. Po przerwie mecz był już tylko jednostronny i zakończył się wynikiem 5-2 na korzyść Binghama. Najwyższy break spotkania wbity został przez Stuarta Binghama w pierwszym framie meczu i wyniósł 142 punkty.
Trzeci pojedynek stoczyli między sobą Graeme Dott i Ken Doherty. Do regulaminowej przerwy wynik spotkania wynosił 3-1 dla Dotta, jednak po przerwie Doherty zdołał odrobić straty (3-3), a zawodnicy prowadzili wyrównaną grę. Rozstrzygnięcie przyniosła dopiero ostatnia partia meczu, której zwycięzcą okazał się wicemistrz świata 2010, Graeme Dott. Wygrał on całe spotkanie 5-4. Najwyższy break spotkania to 88 punktów Kena Doherty’ego w piątej partii meczu.
W sesji wieczornej tego dnia turnieju pierwszy pojedynek stoczyli między sobą Walijczyk Ryan Day oraz Anglik Andrew Higginson. Do przerwy prowadził Higginson 3-1. Później gra była bardziej wyrównana, jednak Walijczyk nie zdołał odrobić strat. Ostatecznie wygrał Andrew Higginson 5-3. Najwyższy break spotkania zaś to 80 punktów w szóstym framie.
Drugi mecz sesji popołudniowej rozegrali między sobą Liang Wenbo i Matthew Stevens. Pierwsza część spotkania była jednostronna – zawodnicy schodzili na przerwę przy prowadzeniu Stevensa 4-0. Po przerwie jednak Chińczykowi udało się wygrać trzy kolejne frame’y, dzięki czemu doprowadził do stanu 4-3. W ósmej partii jednak lepszy okazał się Walijczyk wygrywając całe spotkanie 5-3. Najwyższy break spotkania: 75 punktów Lianga Wenbo w piątym framie.
Trzecie spotkanie wieczorem to mecz pomiędzy Marco Fu a kwalifikantem Markiem Davisem. W dość wyrównanym meczu lepszym okazał się Mark Davis, który swój awans przypieczętował breakiem w wysokości 105 punktów w decydującej, dziewiątej partii. Mark Davis – Marco Fu 5-4.

### 8 września
Trzeciego dnia turnieju rozegranych zostało sześć ostatnich meczów pierwszej rundy turnieju.
W pierwszym meczu naprzeciwko siebie stanęli Mark Selby i beneficjent „dzikiej karty” Mei Xiwen. Do przerwy Mark Selby prowadził 3-1. Później także nie dał dużego pola manewru przeciwnikowi z Chin i ostatecznie wygrał całe spotkanie 5-2. Jednak to Chińczyk jest autorem najwyższego breaka spotkania: 99 punktów w szóstej partii.
Drugi mecz rozegrali między sobą dwaj Anglicy; Jamie Cope i Steve Davis. Davis wygrał pierwszego frame’a, jednak w pierwszej części spotkania nie był w stanie zagrozić Cope’owi, który schodząc na przerwę prowadził 3-1. Po powrocie do stołu Davis doprowadził do wyrównania stanu meczu wygrywając dwa kolejne frame’y. W dwóch kolejnych partiach lepszy okazał się Jamie Cope, który wygrał całe spotkanie 5-3. Najwyższy break spotkania, a zarazem jedyny powyżej 50 punktów to 51 punktów Steve’a Davisa w szóstej partii meczu.
Trzecie spotkanie sesji popołudniowej to pojedynek mistrza świata 2010 – Neila Robertsona z Peterem Ebdonem. Całe spotkanie było wyrównane. Wynik do przerwy wynosił 2-2. Losy spotkania zaś rozstrzygnęły się w ostatniej, dziewiątej partii, w której lepszym okazał się Peter Ebdon zwyciężając wynikiem 5-4. 70 punktów w siódmej partii Neila Robertsona było najwyższym breakiem w spotkaniu.
Pierwsze spotkanie w sesji wieczornej a zarazem czwarte tego dnia przy snookerowym stole zgromadziło Marka Williamsa i Ricky’ego Waldena. Pierwsza część spotkania odbywała się „pod dyktando” Waldena, który do przerwy prowadził 3-1. Po przerwie sytuacja przy stole uległa diametralnej zmianie – wszystkie frame’y wygrał Williams, który w całym spotkaniu zwyciężył 5-3. Był on także autorem najwyższego breaka w spotkaniu: 91 punktów w trzeciej partii spotkania.
Drugie spotkanie w sesji popołudniowej było również ostatnim meczem pierwszej rundy, bowiem trzecie spotkanie tego dnia wieczorem nie odbyło się. Naprzeciwko siebie przy snookerowym stole stanęli Allister Carter oraz Dave Harold. Pierwsza część spotkania była wyrównana, czego odzwierciedleniem był wynik przy którym zawodnicy schodzili na przerwę: 2-2. W drugiej części pojedynku z lepszej strony pokazał się Carter, który wygrał piątą, siódmą i ósmą partię i jednocześnie całe spotkanie 5-3. To także Carter jest autorem najwyższego breaka spotkania: 77 punktów w piątej partii meczu.
Trzecie spotkanie wieczorem nie doszło do skutku, bowiem miał to być pojedynek Ronniego O’Sullivana z Jamiem Burnettem. Jednak z powodu wycofania się O’Sullivana z turnieju, zwycięzcą poprzez walkower okazał się Jamie Burnett.

### 9 września
Czwarty dzień turnieju to osiem pojedynków drugiej rundy w dwóch sesjach.
Pierwszy mecz tego dnia to spotkanie Jamiego Burnetta i Andrew Higginsona. Cały mecz przebiegał pod znakiem absolutnej dominacji Burnetta, który zwyciężył 5-0 i wbił najwyższego breaka w spotkaniu: 60 punktów w trzeciej partii.
Drugie spotkanie to pojedynek Marka Davisa i Stephena Maguire’a. Pierwsza część spotkania zakończyła się remisem 2-2. Później jednak do ofensywy przystąpił Mark Davis, który ostatecznie zwyciężył 5-3. Davis okazał się także autorem najwyższego breaka meczu, który padł w piątym framie i wyniósł 100 punktów.
W kolejnym pojedynku tego dnia przy snookerowym stole spotkali się dwaj byli Mistrzowie świata: Mark Williams i Graeme Dott. Z pierwszej części meczu zwycięsko wyszedł Dott (3-1), jednak zaraz po powrocie z przerwy Williams zdołał odrobić straty i doprowadził do wyrównania 3-3. Dalej obaj zawodnicy wygrali po jednej partii, a cały mecz rozstrzygnął się w ostatnim, dziewiątym framie. Zwycięzcą okazał się Graeme Dott, który pokonał Walijczyka 5-4. Autorem najwyższego breaka tego spotkania został Mark Williams, który w przedostatniej, ósmej partii wbił 88 punkty.
Ostatni, czwarty mecz tej sesji rozegrany został pomiędzy Jamiem Cope’em i Ding Junhuiem. W całym spotkaniu Junhuiowi udało się wygrał tylko jednego frame’a (pierwszego w meczu). W kolejnych pięciu zwyciężył Cope, który w całym meczu wygrał 5-1. To także Cope jest autorem najwyższego breaka meczu: 100 punktów w ostatniej, szóstej partii.
Piąty mecz tego dnia, a zarazem pierwszy w sesji wieczornej to pojedynek między Allisterem Carterem a Stuartem Binghamem. Do przerwy każdy z zawodników wygrał po dwa frame’y, w wyniku czego wynik do przerwy wyniósł 2-2. Później pojedynek był już bardziej jednostronny – piąty frame wygrany przez Binghama a trzy kolejne przez Cartera. Ostateczny wynik to 5-3 dla Allistera Cartera. Najwyższy break spotkania to 76 punktów Stuarta Binghama w czwartej partii meczu.
Kolejny mecz to spotkanie Shauna Murphy’ego i Matthew Stevensa. Pierwsza część spotkania to niewielka przewaga Stevensa, czego odzwierciedleniem jest jego prowadzenie 3-1. W drugiej części Stevens również nie dał zbyt dużego pola manewru Murphy’emu, który wygrał zaledwie jednego frame’a. Spotkanie to ostatecznie zakończyło się wygraną Matthew Stevensa 5-2. Shaun Murphy zaś okazał się autorem najwyższego breaka meczu: 72 punkty w szóstym framie.
W siódmym spotkaniu tego dnia naprzeciwko siebie stanęli Mark Selby i Martin Gould. W pierwszej części spotkania lepszym zawodnikiem okazał się Mark Selby, który do przerwy prowadził 3-1. W drugiej części Gould zdołał odrobić straty i doprowadzić do wyrównania 3-3. Kolejne dwie partie podzielili między sobą obaj snookerzyści. Całe spotkanie rozstrzygnęło się w ostatniej, dziewiątej partii, z której zwycięsko wyszedł Selby, wygrywając tym samym całe spotkanie 5-4. Najwyższy break meczu to 101 punktów w szóstej partii spotkania.
Ostatnie spotkanie tego dnia, a zarazem ostatnie spotkanie drugiej rundy turnieju to pojedynek między Markiem Kingiem a Peterem Ebdonem. Do przerwy wynik meczu wynosił 3-1 dla Marka Kinga. W drugiej części pojedynku Ebdon nie był w stanie nawiązać równorzędnej walki. Całe spotkanie wygrał Mark King 5-3. To także King jest autorem najwyższego breaka w meczu: 100 punktów w pierwszym framie spotkania.

### 10 września
Piątego dnia turnieju rozegrano cztery pojedynki ćwierćfinałowe.
Pierwszy pojedynek tego dnia zgromadził przy snookerowym stole wicemistrza świata 2010 Graeme Dotta i Jamiego Cope’a. Pierwsza część spotkania była wyrównana, czego odzwierciedleniem jest remis 2-2. W drugiej części meczu zaś z lepszej strony pokazał się Jamie Cope, który wygrał trzy kolejne frame’y i wygrał całe spotkanie 5-2. Najwyższy break spotkania autorstwa Cope’a padł w piątej partii i wyniósł 88 punktów.
Drugi mecz w sesji popołudniowej tego dnia to pojedynek Szkota Jamiego Burnetta z Anglikiem Markiem Davisem. Pierwsza część spotkania była naznaczona przewagą Davisa, który na przerwę schodził prowadząc 3-1. Pierwszy frame po przerwie, wygrany przez Davisa doprowadził do wyniku 4-1. Po tej partii nastąpił zwrot w meczu, bowiem przegrywający dotąd Burnett wygrał kolejne cztery frame’y i ostatecznie pokonał Marka Davisa 5-4. Najwyższy break spotkania to 102 punkty Davisa w pierwszym framie spotkania.
Trzeci mecz tego dnia, już w sesji wieczornej, rozegrany został przez Marka Selby’ego i Marka Kinga. Selby pewnie zwyciężył pokonując Marka Kinga 5-1 (wynik do przerwy: 3-1). Swoją wygraną przypieczętował dwoma breakami powyżej stu punktów w dwóch ostatnich partiach (106 i 105).
W ostatnim, czwartym meczu tego dnia spotkali się Allister Carter i Matthew Stevens. Pierwsza część spotkania zakończyła się prowadzeniem Stevensa 3-1. Później jego prowadzenie wzrosło do 4-1. Po doprowadzeniu przez Cartera do remisu 4-4, faworytem w końcówce ostatniej partii stał się Walijczyk, który jednak nie trafił decydującej czarnej z punktu. Najwyższy break spotkania wbity przez Allistera Cartera padł w szóstej partii meczu i wyniósł 103 punkty.

### 11 września
Tego dnia rozegrane zostały dwa pojedynki rundy półfinałowej rozgrywane do 6 wygranych frame’ów.
W pierwszym pojedynku tego dnia rozegranego po południu, przy snookerowym stole naprzeciwko siebie stanęli Szkot Jamie Burnett i Anglik Jamie Cope. Grający po raz pierwszy w karierze w półfinale turnieju rankingowego Burnett na przerwę schodził prowadząc nad Cope’em 4-0. Drugą część spotkania rozpoczął wygranym framem doprowadzając tym samym do prowadzenia w meczu 5-0. Cope’owi udało się wygrać tylko jedną, szóstą partię tego meczu. Ostatecznie zwyciężył Burnett 6-1. Najwyższy break spotkania to 58 punktów Burnetta w trzeciej partii spotkania.
Drugi mecz tego dnia, który rozegrany został wieczorem, był spotkaniem Allistera Cartera i Marka Selby’ego. Od mocnego uderzenia rozpoczął to spotkanie Mark Selby, który wygrał dwie pierwsze partie. Odpowiedź Cartera była szybka – odrobił dwa frame’y, w wyniku czego zawodnicy schodzili na przerwę przy stanie meczu 2-2. Druga część spotkania była zdecydowanie bardziej jednostronna, bowiem cztery kolejne partie wygrał Carter, który wygrał całe spotkanie 6-2. Kluczowym momentem spotkania była czwarta partia, w której Allister Carter przy dużej stracie skonstruował fenomenalnego 69-punktowego breaka mając pięć czerwonych bil pod bandami. Najwyższy break spotkania to 129 punktów Allistera Cartera w piątej partii meczu.

### 12 września
Siódmy dzień turnieju to dzień, w którym rozegrany został finał Shanghai Masters 2010.
W spotkaniu finałowym naprzeciwko siebie stanęli Szkot Jamie Burnett i Anglik Allister Carter. Pierwsza sesja spotkania finałowego rozegrana w sesji popołudniowej, przebiegała bardzo równo. Na przerwę zawodnicy schodzili przy niewielkiej przewadze Cartera 5-4. Druga część meczu (sesja wieczorna) była już bardziej jednostronna na korzyść Allistera Cartera, który ostatecznie całe spotkanie wygrał 10-7. Najwyższy break meczu autorstwa Cartera padł w dwunastej partii meczu i wyniósł 72 punkty.

## Runda dzikich kart
W rundzie dzikich kart rozegrane zostały mecze pomiędzy 8 kwalifikantami najniżej sklasyfikowanymi w światowym rankingu snookerowym a 8 zawodnikami, którzy otrzymali od organizatorów turnieju dziką kartę. Mecze te zostały rozegrane 6 września w Szanghaju.
| Mecz |                  | Wynik |                      |
| ---- | ---------------- | ----- | -------------------- |
| WC1  | Jamie Burnett    | 5–2   | Tian Pengfei         |
| WC2  | Andrew Higginson | 5–2   | Rouzi Maimaiti       |
| WC3  | Ken Doherty      | 5–4   | Mohammad Sajjad      |
| WC4  | Robert Milkins   | 3–5   | Jin Long             |
| WC5  | Dave Harold      | 5–1   | Passakorn Suwannawat |
| WC6  | Mike Dunn        | 1–5   | Mei Xiwen            |
| WC7  | Martin Gould     | 5–3   | Li Hang              |
| WC8  | Joe Delaney      | 5–1   | Li Yan               |

## Drabinka turniejowa
Źródło.
|  |                              |                              |                              |                  |         |                           |                           |                           |  |  |                           |                           |                           |  |  |                        |                        |                        |  |  |                      |                      |                      |
|  | Pierwsza runda do 5 frame’ów | Pierwsza runda do 5 frame’ów | Pierwsza runda do 5 frame’ów |                  |         | Druga runda do 5 frame’ów | Druga runda do 5 frame’ów | Druga runda do 5 frame’ów |  |  | Ćwierćfinał do 5 frame’ów | Ćwierćfinał do 5 frame’ów | Ćwierćfinał do 5 frame’ów |  |  | Półfinał do 6 frame’ów | Półfinał do 6 frame’ów | Półfinał do 6 frame’ów |  |  | Finał do 10 frame’ów | Finał do 10 frame’ów | Finał do 10 frame’ów |
|  | Pierwsza runda do 5 frame’ów | Pierwsza runda do 5 frame’ów | Pierwsza runda do 5 frame’ów |                  |         | Druga runda do 5 frame’ów | Druga runda do 5 frame’ów | Druga runda do 5 frame’ów |  |  | Ćwierćfinał do 5 frame’ów | Ćwierćfinał do 5 frame’ów | Ćwierćfinał do 5 frame’ów |  |  | Półfinał do 6 frame’ów | Półfinał do 6 frame’ów | Półfinał do 6 frame’ów |  |  | Finał do 10 frame’ów | Finał do 10 frame’ów | Finał do 10 frame’ów |
|  |                              |                              |                              |                  |         |                           |                           |                           |  |  |                           |                           |                           |  |  |                        |                        |                        |  |  |                      |                      |                      |
|  |                              |                              |                              |                  |         |                           |                           |                           |  |  |                           |                           |                           |  |  |                        |                        |                        |  |  |                      |                      |                      |
|  | Anglia                       | Ronnie O’Sullivan            | w/d                          |                  |         |                           |                           |                           |  |  |                           |                           |                           |  |  |                        |                        |                        |  |  |                      |                      |                      |
|  | Anglia                       | Ronnie O’Sullivan            | w/d                          |                  |         |                           |                           |                           |  |  |                           |                           |                           |  |  |                        |                        |                        |  |  |                      |                      |                      |
|  | Szkocja                      | Jamie Burnett                | w/o                          |                  |         |                           |                           |                           |  |  |                           |                           |                           |  |  |                        |                        |                        |  |  |                      |                      |                      |
|  | Szkocja                      | Jamie Burnett                | w/o                          |                  |         | Szkocja                   | Jamie Burnett             | 5                         |  |  |                           |                           |                           |  |  |                        |                        |                        |  |  |                      |                      |                      |
|  |                              |                              |                              |                  |         | Szkocja                   | Jamie Burnett             | 5                         |  |  |                           |                           |                           |  |  |                        |                        |                        |  |  |                      |                      |                      |
|  |                              |                              | Anglia                       | Andrew Higginson | 0       |                           |                           |                           |  |  |                           |                           |                           |  |  |                        |                        |                        |  |  |                      |                      |                      |
|  | Walia                        | Ryan Day                     | Anglia                       | Andrew Higginson | 0       | 3                         |                           |                           |  |  |                           |                           |                           |  |  |                        |                        |                        |  |  |                      |                      |                      |
|  | Walia                        | Ryan Day                     |                              |                  |         |                           |                           |                           |  |  |                           |                           |                           |  |  |                        |                        |                        |  |  |                      |                      |                      |
|  | Anglia                       | Andrew Higginson             | 5                            |                  |         |                           |                           |                           |  |  |                           |                           |                           |  |  |                        |                        |                        |  |  |                      |                      |                      |
|  | Anglia                       | Andrew Higginson             | 5                            |                  |         | Szkocja                   | Jamie Burnett             | 5                         |  |  |                           |                           |                           |  |  |                        |                        |                        |  |  |                      |                      |                      |
|  |                              |                              |                              |                  |         |                           |                           |                           |  |  |                           |                           |                           |  |  |                        |                        |                        |  |  |                      |                      |                      |
|  |                              |                              | Anglia                       | Mark Davis       | 4       |                           |                           |                           |  |  |                           |                           |                           |  |  |                        |                        |                        |  |  |                      |                      |                      |
|  | Hongkong                     | Marco Fu                     | Anglia                       | Mark Davis       | 4       | 4                         |                           |                           |  |  |                           |                           |                           |  |  |                        |                        |                        |  |  |                      |                      |                      |
|  | Hongkong                     | Marco Fu                     |                              |                  |         |                           |                           |                           |  |  |                           |                           |                           |  |  |                        |                        |                        |  |  |                      |                      |                      |
|  | Anglia                       | Mark Davis                   | 5                            |                  |         |                           |                           |                           |  |  |                           |                           |                           |  |  |                        |                        |                        |  |  |                      |                      |                      |
|  | Anglia                       | Mark Davis                   | 5                            |                  |         | Anglia                    | Mark Davis                | 5                         |  |  |                           |                           |                           |  |  |                        |                        |                        |  |  |                      |                      |                      |
|  |                              |                              |                              |                  |         | Anglia                    | Mark Davis                | 5                         |  |  |                           |                           |                           |  |  |                        |                        |                        |  |  |                      |                      |                      |
|  |                              |                              | Szkocja                      | Stephen Maguire  | 3       |                           |                           |                           |  |  |                           |                           |                           |  |  |                        |                        |                        |  |  |                      |                      |                      |
|  | Szkocja                      | Stephen Maguire              | Szkocja                      | Stephen Maguire  | 3       | 5                         |                           |                           |  |  |                           |                           |                           |  |  |                        |                        |                        |  |  |                      |                      |                      |
|  | Szkocja                      | Stephen Maguire              |                              |                  |         |                           |                           |                           |  |  |                           |                           |                           |  |  |                        |                        |                        |  |  |                      |                      |                      |
|  | Anglia                       | Judd Trump                   | 3                            |                  |         |                           |                           |                           |  |  |                           |                           |                           |  |  |                        |                        |                        |  |  |                      |                      |                      |
|  | Anglia                       | Judd Trump                   | 3                            |                  |         | Szkocja                   | Jamie Burnett             | 6                         |  |  |                           |                           |                           |  |  |                        |                        |                        |  |  |                      |                      |                      |
|  |                              |                              |                              |                  |         |                           |                           |                           |  |  |                           |                           |                           |  |  |                        |                        |                        |  |  |                      |                      |                      |
|  |                              |                              | Anglia                       | Jamie Cope       | 1       |                           |                           |                           |  |  |                           |                           |                           |  |  |                        |                        |                        |  |  |                      |                      |                      |
|  | Walia                        | Mark Williams                | Anglia                       | Jamie Cope       | 1       | 5                         |                           |                           |  |  |                           |                           |                           |  |  |                        |                        |                        |  |  |                      |                      |                      |
|  | Walia                        | Mark Williams                |                              |                  |         |                           |                           |                           |  |  |                           |                           |                           |  |  |                        |                        |                        |  |  |                      |                      |                      |
|  | Anglia                       | Ricky Walden                 | 3                            |                  |         |                           |                           |                           |  |  |                           |                           |                           |  |  |                        |                        |                        |  |  |                      |                      |                      |
|  | Anglia                       | Ricky Walden                 | 3                            |                  |         | Walia                     | Mark Williams             | 4                         |  |  |                           |                           |                           |  |  |                        |                        |                        |  |  |                      |                      |                      |
|  |                              |                              |                              |                  |         | Walia                     | Mark Williams             | 4                         |  |  |                           |                           |                           |  |  |                        |                        |                        |  |  |                      |                      |                      |
|  |                              |                              | Szkocja                      | Graeme Dott      | 5       |                           |                           |                           |  |  |                           |                           |                           |  |  |                        |                        |                        |  |  |                      |                      |                      |
|  | Szkocja                      | Graeme Dott                  | Szkocja                      | Graeme Dott      | 5       | 5                         |                           |                           |  |  |                           |                           |                           |  |  |                        |                        |                        |  |  |                      |                      |                      |
|  | Szkocja                      | Graeme Dott                  |                              |                  |         |                           |                           |                           |  |  |                           |                           |                           |  |  |                        |                        |                        |  |  |                      |                      |                      |
|  | Irlandia                     | Ken Doherty                  | 4                            |                  |         |                           |                           |                           |  |  |                           |                           |                           |  |  |                        |                        |                        |  |  |                      |                      |                      |
|  | Irlandia                     | Ken Doherty                  | 4                            |                  |         | Szkocja                   | Graeme Dott               | 2                         |  |  |                           |                           |                           |  |  |                        |                        |                        |  |  |                      |                      |                      |
|  |                              |                              |                              |                  |         |                           |                           |                           |  |  |                           |                           |                           |  |  |                        |                        |                        |  |  |                      |                      |                      |
|  |                              |                              | Anglia                       | Jamie Cope       | 5       |                           |                           |                           |  |  |                           |                           |                           |  |  |                        |                        |                        |  |  |                      |                      |                      |
|  | Anglia                       | Jamie Cope                   | Anglia                       | Jamie Cope       | 5       | 5                         |                           |                           |  |  |                           |                           |                           |  |  |                        |                        |                        |  |  |                      |                      |                      |
|  | Anglia                       | Jamie Cope                   |                              |                  |         |                           |                           |                           |  |  |                           |                           |                           |  |  |                        |                        |                        |  |  |                      |                      |                      |
|  | Anglia                       | Steve Davis                  | 3                            |                  |         |                           |                           |                           |  |  |                           |                           |                           |  |  |                        |                        |                        |  |  |                      |                      |                      |
|  | Anglia                       | Steve Davis                  | 3                            |                  |         | Anglia                    | Jamie Cope                | 5                         |  |  |                           |                           |                           |  |  |                        |                        |                        |  |  |                      |                      |                      |
|  |                              |                              |                              |                  |         | Anglia                    | Jamie Cope                | 5                         |  |  |                           |                           |                           |  |  |                        |                        |                        |  |  |                      |                      |                      |
|  |                              |                              |                              | Ding Junhui      | 1       |                           |                           |                           |  |  |                           |                           |                           |  |  |                        |                        |                        |  |  |                      |                      |                      |
|  |                              | Ding Junhui                  | 5                            | Ding Junhui      | 1       |                           |                           |                           |  |  |                           |                           |                           |  |  |                        |                        |                        |  |  |                      |                      |                      |
|  |                              | Ding Junhui                  | 5                            |                  |         |                           |                           |                           |  |  |                           |                           |                           |  |  |                        |                        |                        |  |  |                      |                      |                      |
|  |                              | Jin Long                     | 4                            |                  |         |                           |                           |                           |  |  |                           |                           |                           |  |  |                        |                        |                        |  |  |                      |                      |                      |
|  |                              | Jin Long                     | 4                            |                  | Szkocja | Jamie Burnett             | 7                         |                           |  |  |                           |                           |                           |  |  |                        |                        |                        |  |  |                      |                      |                      |
|  |                              |                              |                              |                  |         |                           |                           |                           |  |  |                           |                           |                           |  |  |                        |                        |                        |  |  |                      |                      |                      |
|  |                              |                              | Anglia                       | Allister Carter  | 10      |                           |                           |                           |  |  |                           |                           |                           |  |  |                        |                        |                        |  |  |                      |                      |                      |
|  | Anglia                       | Allister Carter              | Anglia                       | Allister Carter  | 10      | 5                         |                           |                           |  |  |                           |                           |                           |  |  |                        |                        |                        |  |  |                      |                      |                      |
|  | Anglia                       | Allister Carter              |                              |                  |         |                           |                           |                           |  |  |                           |                           |                           |  |  |                        |                        |                        |  |  |                      |                      |                      |
|  | Anglia                       | Dave Harold                  | 3                            |                  |         |                           |                           |                           |  |  |                           |                           |                           |  |  |                        |                        |                        |  |  |                      |                      |                      |
|  | Anglia                       | Dave Harold                  | 3                            |                  |         | Anglia                    | Allister Carter           | 5                         |  |  |                           |                           |                           |  |  |                        |                        |                        |  |  |                      |                      |                      |
|  |                              |                              |                              |                  |         | Anglia                    | Allister Carter           | 5                         |  |  |                           |                           |                           |  |  |                        |                        |                        |  |  |                      |                      |                      |
|  |                              |                              | Anglia                       | Stuart Bingham   | 3       |                           |                           |                           |  |  |                           |                           |                           |  |  |                        |                        |                        |  |  |                      |                      |                      |
|  | Irlandia Północna            | Mark Allen                   | Anglia                       | Stuart Bingham   | 3       | 2                         |                           |                           |  |  |                           |                           |                           |  |  |                        |                        |                        |  |  |                      |                      |                      |
|  | Irlandia Północna            | Mark Allen                   |                              |                  |         |                           |                           |                           |  |  |                           |                           |                           |  |  |                        |                        |                        |  |  |                      |                      |                      |
|  | Anglia                       | Stuart Bingham               | 5                            |                  |         |                           |                           |                           |  |  |                           |                           |                           |  |  |                        |                        |                        |  |  |                      |                      |                      |
|  | Anglia                       | Stuart Bingham               | 5                            |                  |         | Anglia                    | Allister Carter           | 5                         |  |  |                           |                           |                           |  |  |                        |                        |                        |  |  |                      |                      |                      |
|  |                              |                              |                              |                  |         |                           |                           |                           |  |  |                           |                           |                           |  |  |                        |                        |                        |  |  |                      |                      |                      |
|  |                              |                              | Walia                        | Matthew Stevens  | 4       |                           |                           |                           |  |  |                           |                           |                           |  |  |                        |                        |                        |  |  |                      |                      |                      |
|  |                              | Liang Wenbo                  | Walia                        | Matthew Stevens  | 4       | 3                         |                           |                           |  |  |                           |                           |                           |  |  |                        |                        |                        |  |  |                      |                      |                      |
|  |                              | Liang Wenbo                  |                              |                  |         |                           |                           |                           |  |  |                           |                           |                           |  |  |                        |                        |                        |  |  |                      |                      |                      |
|  | Walia                        | Matthew Stevens              | 5                            |                  |         |                           |                           |                           |  |  |                           |                           |                           |  |  |                        |                        |                        |  |  |                      |                      |                      |
|  | Walia                        | Matthew Stevens              | 5                            |                  |         | Walia                     | Matthew Stevens           | 5                         |  |  |                           |                           |                           |  |  |                        |                        |                        |  |  |                      |                      |                      |
|  |                              |                              |                              |                  |         | Walia                     | Matthew Stevens           | 5                         |  |  |                           |                           |                           |  |  |                        |                        |                        |  |  |                      |                      |                      |
|  |                              |                              | Anglia                       | Shaun Murphy     | 2       |                           |                           |                           |  |  |                           |                           |                           |  |  |                        |                        |                        |  |  |                      |                      |                      |
|  | Anglia                       | Shaun Murphy                 | Anglia                       | Shaun Murphy     | 2       | 5                         |                           |                           |  |  |                           |                           |                           |  |  |                        |                        |                        |  |  |                      |                      |                      |
|  | Anglia                       | Shaun Murphy                 |                              |                  |         |                           |                           |                           |  |  |                           |                           |                           |  |  |                        |                        |                        |  |  |                      |                      |                      |
|  | Anglia                       | Stephen Lee                  | 3                            |                  |         |                           |                           |                           |  |  |                           |                           |                           |  |  |                        |                        |                        |  |  |                      |                      |                      |
|  | Anglia                       | Stephen Lee                  | 3                            |                  |         | Anglia                    | Allister Carter           | 6                         |  |  |                           |                           |                           |  |  |                        |                        |                        |  |  |                      |                      |                      |
|  |                              |                              |                              |                  |         |                           |                           |                           |  |  |                           |                           |                           |  |  |                        |                        |                        |  |  |                      |                      |                      |
|  |                              |                              | Anglia                       | Mark Selby       | 2       |                           |                           |                           |  |  |                           |                           |                           |  |  |                        |                        |                        |  |  |                      |                      |                      |
|  | Anglia                       | Mark Selby                   | Anglia                       | Mark Selby       | 2       | 5                         |                           |                           |  |  |                           |                           |                           |  |  |                        |                        |                        |  |  |                      |                      |                      |
|  | Anglia                       | Mark Selby                   |                              |                  |         |                           |                           |                           |  |  |                           |                           |                           |  |  |                        |                        |                        |  |  |                      |                      |                      |
|  |                              | Mei Xiwen                    | 2                            |                  |         |                           |                           |                           |  |  |                           |                           |                           |  |  |                        |                        |                        |  |  |                      |                      |                      |
|  |                              | Mei Xiwen                    | 2                            |                  | Anglia  | Mark Selby                | 5                         |                           |  |  |                           |                           |                           |  |  |                        |                        |                        |  |  |                      |                      |                      |
|  |                              |                              |                              |                  | Anglia  | Mark Selby                | 5                         |                           |  |  |                           |                           |                           |  |  |                        |                        |                        |  |  |                      |                      |                      |
|  |                              |                              | Anglia                       | Martin Gould     | 4       |                           |                           |                           |  |  |                           |                           |                           |  |  |                        |                        |                        |  |  |                      |                      |                      |
|  | Szkocja                      | Stephen Hendry               | Anglia                       | Martin Gould     | 4       | 2                         |                           |                           |  |  |                           |                           |                           |  |  |                        |                        |                        |  |  |                      |                      |                      |
|  | Szkocja                      | Stephen Hendry               |                              |                  |         |                           |                           |                           |  |  |                           |                           |                           |  |  |                        |                        |                        |  |  |                      |                      |                      |
|  | Anglia                       | Martin Gould                 | 5                            |                  |         |                           |                           |                           |  |  |                           |                           |                           |  |  |                        |                        |                        |  |  |                      |                      |                      |
|  | Anglia                       | Martin Gould                 | 5                            |                  |         | Anglia                    | Mark Selby                | 5                         |  |  |                           |                           |                           |  |  |                        |                        |                        |  |  |                      |                      |                      |
|  |                              |                              |                              |                  |         |                           |                           |                           |  |  |                           |                           |                           |  |  |                        |                        |                        |  |  |                      |                      |                      |
|  |                              |                              | Anglia                       | Mark King        | 1       |                           |                           |                           |  |  |                           |                           |                           |  |  |                        |                        |                        |  |  |                      |                      |                      |
|  | Anglia                       | Mark King                    | Anglia                       | Mark King        | 1       | 5                         |                           |                           |  |  |                           |                           |                           |  |  |                        |                        |                        |  |  |                      |                      |                      |
|  | Anglia                       | Mark King                    |                              |                  |         |                           |                           |                           |  |  |                           |                           |                           |  |  |                        |                        |                        |  |  |                      |                      |                      |
|  | Irlandia                     | Joe Delaney                  | 3                            |                  |         |                           |                           |                           |  |  |                           |                           |                           |  |  |                        |                        |                        |  |  |                      |                      |                      |
|  | Irlandia                     | Joe Delaney                  | 3                            |                  |         | Anglia                    | Mark King                 | 5                         |  |  |                           |                           |                           |  |  |                        |                        |                        |  |  |                      |                      |                      |
|  |                              |                              |                              |                  |         | Anglia                    | Mark King                 | 5                         |  |  |                           |                           |                           |  |  |                        |                        |                        |  |  |                      |                      |                      |
|  |                              |                              | Anglia                       | Peter Ebdon      | 3       |                           |                           |                           |  |  |                           |                           |                           |  |  |                        |                        |                        |  |  |                      |                      |                      |
|  | Australia                    | Neil Robertson               | Anglia                       | Peter Ebdon      | 3       | 4                         |                           |                           |  |  |                           |                           |                           |  |  |                        |                        |                        |  |  |                      |                      |                      |
|  | Australia                    | Neil Robertson               |                              |                  |         |                           |                           |                           |  |  |                           |                           |                           |  |  |                        |                        |                        |  |  |                      |                      |                      |
|  | Anglia                       | Peter Ebdon                  | 5                            |                  |         |                           |                           |                           |  |  |                           |                           |                           |  |  |                        |                        |                        |  |  |                      |                      |                      |
|  | Anglia                       | Peter Ebdon                  | 5                            |                  |         |                           |                           |                           |  |  |                           |                           |                           |  |  |                        |                        |                        |  |  |                      |                      |                      |
|  |                              |                              |                              |                  |         |                           |                           |                           |  |  |                           |                           |                           |  |  |                        |                        |                        |  |  |                      |                      |                      |

## Finał
| Finał: Do 10 frame’ów. Sędzia: Jan Verhaas Shanghai Grand Stage, Shanghai, Chiny, 12 września 2010.                                                                               |                    |            |
| Jamie Burnett | 7–10               | Ali Carter |
| Sesja popołudniowa: 25-76, 67-43, 70-47(51), 7-60, 43-70(62), 71-0(57), 65-23, 1-71(71), 48-63 Sesja wieczorna: 15-61, 71-70(52), 0-78(72), 60-37, 17-55, 64-52, 31-68(64), 26-78 |                    |            |
| 57 | Najwyższy break    | 72         |
| 0 | Breaki stupunktowe | 0          |
| 1 | Breaki 50-punktowe | 5          |

## Breaki stupunktowe turnieju zasadniczego
Źródło
- Stuart Bingham: 142
- Judd Trump: 135, 102
- Jamie Burnett: 131
- Tian Pengfei: 130
- Allister Carter: 129, 103
- Shaun Murphy: 114
- Mark King: 110
- Ken Doherty: 109
- Mark Selby: 106, 105
- Dave Harold: 106
- Mark Davis: 105, 102
- Marco Fu: 101
- Martin Gould: 101
- Mei Xiwen: 100
- Stephen Maguire: 100
- Jamie Cope: 100

## Statystyki turnieju

### Statystyki pierwszej rundy
|                   | Państwo           | Il. zawodników | % zawodników |
| ----------------- | ----------------- | -------------- | ------------ |
| Anglia            | Anglia            | 16             | 50,00%       |
| Szkocja           | Szkocja           | 4              | 12,50%       |
|                   | Chiny             | 4              | 12,50%       |
| Walia             | Walia             | 3              | 9,38%        |
| Irlandia          | Irlandia          | 2              | 6,25%        |
| Irlandia Północna | Irlandia Północna | 1              | 3,13%        |
| Australia         | Australia         | 1              | 3,13%        |
| Hongkong          | Hongkong          | 1              | 3,13%        |

- Liczba uczestników rundy: 32 zawodników
- Liczba rozstawionych zawodników w rundzie: 16
- Liczba nierozstawionych zawodników w rundzie: 16
- Liczba zwycięstw zawodników rozstawionych: 9
- Liczba zwycięstw zawodników nierozstawionych: 7
- Liczba rozegranych partii (maksymalnie możliwa): 121 (144)
- Średnia liczba partii w meczu: 8,07
- Najwyższe zwycięstwo: 5-2
- Liczba meczów rozstrzygniętych w ostatniej partii: 4

### Statystyki drugiej rundy
|         | Państwo | Il. zawodników | % zawodników |
| ------- | ------- | -------------- | ------------ |
| Anglia  | Anglia  | 10             | 62,50%       |
| Szkocja | Szkocja | 3              | 18,75%       |
| Walia   | Walia   | 2              | 12,50%       |
|         | Chiny   | 1              | 6,25%        |

- Liczba uczestników rundy: 16 zawodników
- Liczba rozstawionych zawodników w rundzie: 9
- Liczba nierozstawionych zawodników w rundzie: 7
- Liczba zwycięstw zawodników rozstawionych: 5
- Liczba zwycięstw zawodników nierozstawionych: 3
- Liczba rozegranych partii (maksymalnie możliwa): 60 (72)
- Średnia liczba partii w meczu: 7,50
- Najwyższe zwycięstwo: 5-0
- Liczba meczów rozstrzygniętych w ostatniej partii: 2

### Statystyki ćwierćfinałów
|         | Państwo | Il. zawodników | % zawodników |
| ------- | ------- | -------------- | ------------ |
| Anglia  | Anglia  | 5              | 62,50%       |
| Szkocja | Szkocja | 2              | 25,00%       |
| Walia   | Walia   | 1              | 12,50%       |

- Liczba uczestników rundy: 8 zawodników
- Liczba rozstawionych zawodników w rundzie: 5
- Liczba nierozstawionych zawodników w rundzie: 3
- Liczba zwycięstw zawodników rozstawionych: 3
- Liczba zwycięstw zawodników nierozstawionych: 1
- Liczba rozegranych partii (maksymalnie możliwa): 31 (36)
- Średnia liczba partii w meczu: 7,75
- Najwyższe zwycięstwo: 5-1
- Liczba meczów rozstrzygniętych w ostatniej partii: 2

### Statystyki półfinałów
|         | Państwo | Il. zawodników | % zawodników |
| ------- | ------- | -------------- | ------------ |
| Anglia  | Anglia  | 3              | 75,00%       |
| Szkocja | Szkocja | 1              | 25,00%       |

- Liczba uczestników rundy: 4 zawodników
- Liczba rozstawionych zawodników w rundzie: 3
- Liczba nierozstawionych zawodników w rundzie: 1
- Liczba zwycięstw zawodników rozstawionych: 1
- Liczba zwycięstw zawodników nierozstawionych: 1
- Liczba rozegranych partii (maksymalnie możliwa): 15 (22)
- Średnia liczba partii w meczu: 7,50
- Najwyższe zwycięstwo: 6-1
- Liczba meczów rozstrzygniętych w ostatniej partii: 0

## Kwalifikacje
Mecze kwalifikacyjne zostały rozegrane w dniach 3–6 sierpnia 2010 w Pontin’s Centre w Prestatyn w Walii. Wyłoniły one 16 zawodników, którzy w pierwszej rundzie turnieju zmierzyli się z najlepszą 16 światowego rankingu snookerowego.

## Drabinka kwalifikacji
Źródło
|  | Runda 1 Do 5 frame’ów | Runda 1 Do 5 frame’ów     | Runda 1 Do 5 frame’ów |  | Runda 2 Do 5 frame’ów | Runda 2 Do 5 frame’ów     | Runda 2 Do 5 frame’ów |  | Runda 3 Do 5 frame’ów | Runda 3 Do 5 frame’ów     | Runda 3 Do 5 frame’ów |  | Runda 4 Do 5 frame’ów | Runda 4 Do 5 frame’ów     | Runda 4 Do 5 frame’ów |
|  |                       |                           |                       |  |                       |                           |                       |  |                       |                           |                       |  |                       |                           |                       |
|  | Anglia                | Jack Lisowski             | 3                     |  | Anglia                | Jimmy Robertson           | 4                     |  | Szkocja               | Jamie Burnett             | 5                     |  | Anglia                | Michael Holt              | 1                     |
|  | Szkocja               | James McBain              | 5                     |  | Szkocja               | James McBain              | 5                     |  | Szkocja               | James McBain              | 1                     |  | Szkocja               | Jamie Burnett             | 5                     |
|  |                       |                           |                       |  |                       |                           |                       |  |                       |                           |                       |  |                       |                           |                       |
|  | Anglia                | Reanne Evans              | 1                     |  | Anglia                | Matthew Selt              | 4                     |  | Szkocja               | Marcus Campbell           | 3                     |  | Anglia                | Andrew Higginson          | 5                     |
|  | Anglia                | Alfred Burden             | 5                     |  | Anglia                | Alfred Burden             | 5                     |  | Anglia                | Alfred Burden             | 5                     |  | Anglia                | Alfred Burden             | 4                     |
|  |                       |                           |                       |  |                       |                           |                       |  |                       |                           |                       |  |                       |                           |                       |
|  | Anglia                | Justin Astley             | 3                     |  | Anglia                | Mark Joyce                | 4                     |  | Anglia                | Nigel Bond                | 1                     |  | Anglia                | Mark Davis                | 5                     |
|  | Tajlandia             | Thanawat Thirapongpaiboon | 5                     |  | Tajlandia             | Thanawat Thirapongpaiboon | 5                     |  | Tajlandia             | Thanawat Thirapongpaiboon | 5                     |  | Tajlandia             | Thanawat Thirapongpaiboon | 4                     |
|  |                       |                           |                       |  |                       |                           |                       |  |                       |                           |                       |  |                       |                           |                       |
|  | Anglia                | Matthew Couch             | 5                     |  | Belgia                | Bjorn Haneveer            | 0                     |  | Anglia                | Tom Ford                  | 5                     |  | Anglia                | Judd Trump                | 5                     |
|  | Walia                 | Andrew Pagett             | 2                     |  | Anglia                | Matthew Couch             | 5                     |  | Anglia                | Matthew Couch             | 0                     |  | Anglia                | Tom Ford                  | 1                     |
|  |                       |                           |                       |  |                       |                           |                       |  |                       |                           |                       |  |                       |                           |                       |
|  | Anglia                | Paul Davison              | 1                     |  | Malta                 | Tony Drago                | 5                     |  | Anglia                | Anthony Hamilton          | 5                     |  | Anglia                | Ricky Walden              | 5                     |
|  |                       | Xiao Guodong              | 5                     |  |                       | Xiao Guodong              | 2                     |  | Malta                 | Tony Drago                | 3                     |  | Anglia                | Anthony Hamilton          | 2                     |
|  |                       |                           |                       |  |                       |                           |                       |  |                       |                           |                       |  |                       |                           |                       |
|  | Anglia                | Jamie O’Neill             | 4                     |  | Anglia                | David Gilbert             | 4                     |  | Irlandia              | Fergal O’Brien            | 5                     |  | Irlandia              | Ken Doherty               | 5                     |
|  | Brazylia              | Igor Figueiredo           | 5                     |  | Brazylia              | Igor Figueiredo           | 5                     |  | Brazylia              | Igor Figueiredo           | 1                     |  | Irlandia              | Fergal O’Brien            | 4                     |
|  |                       |                           |                       |  |                       |                           |                       |  |                       |                           |                       |  |                       |                           |                       |
|  | Szkocja               | Anthony McGill            | 5                     |  | Anglia                | Barry Pinches             | 5                     |  | Anglia                | Rod Lawler                | 5                     |  | Anglia                | Steve Davis               | 5                     |
|  | Tajlandia             | Issara Kachaiwong         | 4                     |  | Szkocja               | Anthony McGill            | 4                     |  | Anglia                | Barry Pinches             | 1                     |  | Anglia                | Rod Lawler                | 0                     |
|  |                       |                           |                       |  |                       |                           |                       |  |                       |                           |                       |  |                       |                           |                       |
|  | Anglia                | Shailesh Jogia            | 5                     |  | Anglia                | Peter Lines               | 5                     |  | Anglia                | Robert Milkins            | 5                     |  | Anglia                | Joe Perry                 | 1                     |
|  | Tajlandia             | Noppon Saengkham          | 0                     |  | Anglia                | Shailesh Jogia            | 2                     |  | Anglia                | Peter Lines               | 4                     |  | Anglia                | Robert Milkins            | 5                     |
|  |                       |                           |                       |  |                       |                           |                       |  |                       |                           |                       |  |                       |                           |                       |
|  | Irlandia Północna     | Patrick Wallace           | 5                     |  | Irlandia              | David Morris              | 5                     |  | Anglia                | Ian McCulloch             | 5                     |  | Anglia                | Dave Harold               | 5                     |
|  | Anglia                | Adam Wicheard             | 1                     |  | Irlandia Północna     | Patrick Wallace           | 3                     |  | Irlandia              | David Morris              | 2                     |  | Anglia                | Ian McCulloch             | 4                     |
|  |                       |                           |                       |  |                       |                           |                       |  |                       |                           |                       |  |                       |                           |                       |
|  | Anglia                | Ben Woollaston            | 3                     |  | Tajlandia             | James Wattana             | 5                     |  | Irlandia Północna     | Joe Swail                 | 5                     |  | Anglia                | Stuart Bingham            | 5                     |
|  |                       | Liu Song                  | 5                     |  |                       | Liu Song                  | 3                     |  | Tajlandia             | James Wattana             | 1                     |  | Irlandia Północna     | Joe Swail                 | 2                     |
|  |                       |                           |                       |  |                       |                           |                       |  |                       |                           |                       |  |                       |                           |                       |
|  |                       | Zhang Anda                | 5                     |  | Walia                 | Paul Davies               | 1                     |  | Anglia                | Stuart Pettman            | 3                     |  | Walia                 | Matthew Stevens           | 5                     |
|  | Walia                 | Jak Jones                 | 4                     |  |                       | Zhang Anda                | 5                     |  |                       | Zhang Anda                | 5                     |  |                       | Zhang Anda                | 2                     |
|  |                       |                           |                       |  |                       |                           |                       |  |                       |                           |                       |  |                       |                           |                       |
|  | Walia                 | Jamie Jones               | 5                     |  | Anglia                | Jimmy Michie              | 2                     |  | Anglia                | Adrian Gunnell            | 1                     |  | Anglia                | Stephen Lee               | 5                     |
|  | Anglia                | Kuldesh Johal             | 2                     |  | Walia                 | Jamie Jones               | 5                     |  | Walia                 | Jamie Jones               | 5                     |  | Walia                 | Jamie Jones               | 2                     |
|  |                       |                           |                       |  |                       |                           |                       |  |                       |                           |                       |  |                       |                           |                       |
|  | Anglia                | Kyren Wilson              | 5                     |  | Anglia                | Andy Hicks                | 5                     |  | Szkocja               | Alan McManus              | 3                     |  | Anglia                | Mike Dunn                 | 5                     |
|  | Norwegia              | Kurt Maflin               | 2                     |  | Anglia                | Kyren Wilson              | 1                     |  | Anglia                | Andy Hicks                | 5                     |  | Anglia                | Andy Hicks                | 0                     |
|  |                       |                           |                       |  |                       |                           |                       |  |                       |                           |                       |  |                       |                           |                       |
|  | Anglia                | Liam Highfield            | 5                     |  | Anglia                | Jimmy White               | 3                     |  | Anglia                | Martin Gould              | 5                     |  | Anglia                | Barry Hawkins             | 4                     |
|  | Irlandia Północna     | Dermot McGlinchey         | 3                     |  | Anglia                | Liam Highfield            | 5                     |  | Anglia                | Liam Highfield            | 3                     |  | Anglia                | Martin Gould              | 5                     |
|  |                       |                           |                       |  |                       |                           |                       |  |                       |                           |                       |  |                       |                           |                       |
|  | Anglia                | Simon Bedford             | 2                     |  | Irlandia              | Joe Delaney               | 5                     |  | Anglia                | Rory McLeod               | 1                     |  | Irlandia Północna     | Gerard Greene             | 2                     |
|  | Niemcy                | Patrick Einsle            | 5                     |  | Niemcy                | Patrick Einsle            | 2                     |  | Irlandia              | Joe Delaney               | 5                     |  | Irlandia              | Joe Delaney               | 5                     |
|  |                       |                           |                       |  |                       |                           |                       |  |                       |                           |                       |  |                       |                           |                       |
|  | Walia                 | Michael White             | 5                     |  | Irlandia              | Michael Judge             | 2                     |  | Walia                 | Dominic Dale              | 1                     |  | Anglia                | Peter Ebdon               | 5                     |
|  |                       | Liu Chuang                | 2                     |  | Walia                 | Michael White             | 5                     |  | Walia                 | Michael White             | 5                     |  | Walia                 | Michael White             | 1                     |

## Breaki stupunktowe kwalifikacji
Źródło
- Liam Highfield: 138
- Jamie Burnett: 136
- Jamie Jones: 135, 100
- Andrew Higginson: 132
- Xiao Guodong: 129
- Peter Lines: 120
- Thanawat Thirapongpaiboon: 114
- Liu Song: 114
- Liu Chuang: 111
- Judd Trump: 111
- Joe Delaney: 111
- David Morris: 109
- Tony Drago: 107
- Matthew Couch: 105
- Joe Swail: 105
- Anthony McGill: 104
- Tom Ford: 103
- Kyren Wilson: 103
- Michael White: 101, 100
- Matthew Stevens: 101

## Nagrody
Nagrody w finale:
- £60 000 – zwycięzca turnieju
- £30 000 – drugie miejsce

Dojście do danej fazy turnieju:
- £15 000 – półfinał
- £8 000 – ćwierćfinał
- £5 925 – ostatnia szesnastka
- £4 000 – ostatnia trzydziestka dwójka
- £2 200 – ostatnia czterdziestka ósemka
- £1 500 – ostatnia sześćdziesiątka czwórka

Breaki:
- £2 000 – najwyższy break
- £400 – najwyższy break kwalifikacji
- za maksymalnego breaka organizatorzy nie przewidzieli nagrody pieniężnej

Całość puli to £325 000.